# Вращение звезды

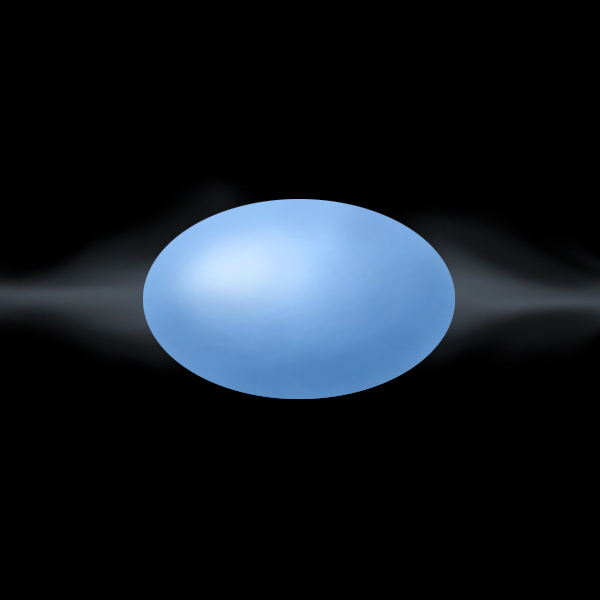
Иллюстрация показывает вид сплюснутой звезды Ахернар, вызванный быстрым вращением.

Вращение звезды — это вращательное движение звезды вокруг своей оси. Скорость вращения может быть измерена по смещению линий в её спектре или по времени движения активных элементов («звёздных пятен») на поверхности. Вращение звезды создаёт экваториальную выпуклость за счёт центробежных сил. Так как звёзды не являются твёрдыми телами, у них также может существовать дифференциальное вращение; другими словами, экватор звезды может вращаться с другой угловой скоростью, чем области в высоких широтах. Эти различия в скорости вращения внутри звезды могут играть важную роль в генерации магнитного поля звёзд.
Магнитное поле звезды взаимодействует со звёздным ветром. Так как звёздный ветер движется от звезды, а магнитное поле взаимодействует с ветром, то в результате этого взаимодействия угловой момент передаётся от звезды ветру, который постепенно «уносит» его, и со временем этот перенос замедляет скорость вращения звезды.

## Измерения
Если звезда не наблюдается со стороны её полюса, то некоторые участки поверхности приближаются к наблюдателю, а некоторые удаляются. Компонента движения, которая приближается к наблюдателю, называется радиальной скоростью. Из эффекта Доплера, приближающиеся к нам участки диска звезды вызовут смещение линий в её спектре к фиолетовому концу, а удаляющиеся — к красному. Одновременно сместиться в противоположных направлениях линии не могут. В действительности часть линии сместится к одному концу спектра, часть к другому, в результате чего линия растянется, расширится. Именно по этому расширению и можно узнать, вращаются ли звёзды вокруг осей, причём с возрастанием скорости вращения увеличивается и ширина линий в спектре звезды. Тем не менее, это расширение должно быть тщательно отделено от других эффектов, которые могут вызвать увеличение ширины линий в спектре звезды.
Для гигантских звёзд, атмосферные микротурбулентности могут приводить к уширению линий значительно больше, чем вращение звезды, сильно искажая сигнал. Тем не менее, альтернативный подход может быть использован при гравитационном микролинзировании событий. Это происходит, когда массивный объект проходит перед более отдалённой звездой и действует как линза, увеличивая изображение.

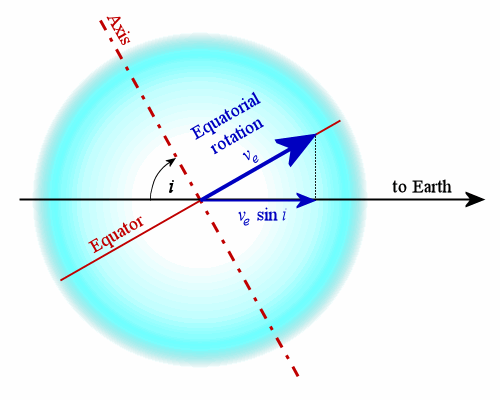
Звезда на рисунке имеет наклонение i к лучу зрения наблюдателя на Земле, и скорости вращения v_{e} на экваторе.

Компонента радиальной скорости зависит от наклонения полюса звезды к лучу зрения. Измеренное значение в справочниках всегда даётся как {\displaystyle v_{e}\cdot \sin i}, где {\displaystyle v_{e}} — скорость вращения на экваторе, а {\displaystyle i}
— наклонение. Так как угол i известен не всегда, то результат измерений всегда показывает минимальное значение скорости вращения звезды. То есть, если i не является прямым углом, то фактическая скорость больше, чем {\displaystyle v_{e}\cdot \sin i}. Это значение также иногда называют предполагаемой скоростью вращения. Средние значения экваториальных скоростей вращения определяют, предполагая, что оси ориентированы случайным образом по отношению к лучу зрения и используют формулу:
{\displaystyle {\overline {v_{e}\cdot \sin i}}={\frac {\pi }{4}}v_{e}}.
Если звезда показывает высокую магнитную активность, такую как «звёздные пятна», то эти особенности также можно использовать для оценки скорости вращения. Но поскольку пятна могут образовываться не только на экваторе, но и в других местах, да ещё и переноситься по поверхности на протяжении всей их жизни, то такое дифференциальное вращение звезды может приводить к различным эффектам измерения.
Звёздная магнитная активность часто связана с быстрым вращением, поэтому этот метод также может быть использован для измерения скорости вращения таких звёзд. Наблюдение «звёздных пятен» показало, что эта активность может фактически изменять скорость вращения звезды, так как магнитные поля влияют на ток газов под поверхностью звезды.

## Физические эффекты

### Экваториальная выпуклость
Гравитация стремится превратить небесное тело в идеальный шар, у которого все части находятся как можно ближе к центру масс. Но вращающиеся звёзды имеют несферическую форму: один из признаков подобной несферичности — экваториальная выпуклость. Когда из вращающегося протозвёздного диска формируется звезда её форма становится все более и более сферической, но этот процесс не идёт вплоть до идеальной сферы. На полюсах сила тяжести приводит к увеличению сжатия, но на экваторе сжатию эффективно противостоит центробежная сила. Окончательный вид звезды после звёздообразования имеет равновесную форму, в том смысле, что сила тяжести в экваториальной области не может придать звезде более сферическую форму. Вращение приводит также к гравитационному потемнению на экваторе, как описано в теореме фон Цайпеля. (Эта теорема предсказывает «потемнение», то есть разность температур (иногда свыше нескольких тысяч градусов) между более «прохладной» экваториальной областью и более горячими полюсами). Неучёт гравитационного потемнения экваториальных областей звёзд может привести к систематическому занижению скоростей их вращения.
Ярким примером звезды с экваториальной выпуклостью является Регул (α Льва). Скорость вращения этой звезды на экваторе — 317±3 км/с. Это соответствует периоду вращения 15,9 часа, что составляет 86 % от скорости, при которой звезда будет разорвана на части.
Экваториальный радиус этой звезды на 32 % больше, чем полярный радиус. В качестве примеров другие быстровращающихся звёзд можно привести Вегу, Альтаир и Ахернар.
Скорость отрыва (break-up velocity) — выражение, которое используется, чтобы описать случай, когда центробежные силы на экваторе равны силе тяжести. Для стабильных звёзд скорость вращения должна быть ниже этого значения.

### Дифференциальное вращение
Дифференциальное вращение наблюдается на таких звёздах, как Солнце, когда угловая скорость вращения меняется с широтой. Как правило, угловые скорости уменьшается с увеличением широты. Однако обратное также было отмечено, например, для звезды HD 31993. Первой звездой, после Солнца, для которой были выявлены детали дифференциального вращения была AB Золотой Рыбы
.
Основной механизм, который вызывает дифференциальное вращение является турбулентность конвекции внутри звезды. Конвективное движение переносит энергию к поверхности за счёт движения плазмы. Эта масса плазмы несёт часть угловой скорости звезды. При турбулентности происходит сдвиг массы и момента вращения, который может быть перераспределён по различным широтам через меридиональные токи.
Взаимодействие между областями, с резкими различиями скоростями вращения считаются эффективными механизмами для динамо-процессов, которые генерируют звёздное магнитное поле. Существует также сложное взаимодействие между вращением звезды и распределением её магнитного поля, с превращением магнитной энергии в кинетическую и соответствующим изменением распределения скоростей.

## Замедление вращения
Звёзды формируются в результате коллапса низкотемпературного облака газа и пыли. Как только облако сколлапсирует, закон сохранения момента импульса превращает даже небольшое общее вращение протяжённого облака в весьма быстрое вращение компактного диска. В центре этого диска формируется протозвезда, которая разогревается за счёт гравитационной энергии коллапса.
По мере того как схлопывание продолжается, скорость вращения может увеличиться до точки, в которой аккреционный диск протозвезды может распадаться из-за действия центробежной силы на экваторе. Таким образом, скорость вращения должна быть замедлена в течение первых 100 тысяч лет, чтобы избежать подобного сценария. Одним из возможных объяснений торможения может быть взаимодействие магнитного поля протозвезды со звёздным ветром. Истекающий ветер уносит часть углового момента и замедляет скорость вращения будущей звезды.
Большинство звёзд главной последовательности спектральных классов от F5 и O5 быстро вращаются. Для звёзд в этого класса измеренная скорость вращения увеличивается с массой. Это увеличение вращения достигает максимума у молодых, массивных звёзд класса B. Так как ожидаемая продолжительность жизни звезды уменьшается с ростом массы, то это может быть объяснено снижением скорости вращения с возрастом.
| Спектральный класс | ve (км/с) | vmax (км/с) | vотр (км/с) | {\displaystyle R_{\odot }} | tср (час) | Tср (дн.) |
| --- | --------- | ----------- | ----------- | -------------------------- | --------- | --------- |
| Тёмные межзвёздные облака, области звездообразования | 1         | —           | —           | —                          | —         | —         |
| O5 | 190       | 400         | —           | 12                         | ~70       | 3         |
| B0 | 200       | 420         | 630         | 6                          | 35        | 1.5       |
| A0 | 190       | 320         | 500         | 2,25                       | 15        | 0,6       |
| F0 | 100       | 180         | 450         | 1,6                        | 20        | 0,8       |
| F5 | 30        | 100         | 400         | 1,4                        | 60        | 2,5       |
| G0 | 4         | 100         | 400         | 1                          | 300       | 12        |
| K, M | 1         | —           | —           | 0,6                        | >700      | >30       |
| ve — средняя скорость вращения звёзд в предположении произвольной ориентации осей вращения; vmax — максимальная наблюдавшаяся скорость вращения; vотр — скорость отрыва, при которой сила гравитационного притяжения на экваторе уравновешивается центробежной силой; {\displaystyle R_{\odot }} — радиус звезды в радиусах Солнца; tср и Tср — время обращения в часах и днях соответственно. |           |             |             |                            |           |           |

Для звёзд главной последовательности, снижение скорости вращения может быть аппроксимировано математическое соотношением:
{\displaystyle \Omega _{e}\propto t^{-{\frac {1}{2}}},}
где {\displaystyle \Omega _{e}} — угловая скорость на экваторе и {\displaystyle t} — возраст звезды. Это соотношение называется закон Скуманича (Andrew P. Skumanich), которые открыл его в 1972 году.
Гирохронология (Gyrochronology) — определение возраста звезды на основе скорости вращения, при котором результаты калибруется на основании информации о Солнце.
Звёзды медленно теряют массу, которая истекает с помощью звёздного ветра из фотосферы. Магнитное поле звезды взаимодействует с выброшенным веществом, в результате чего происходит постоянная передача момента импульса от звезды. Звёзды со скоростью вращения более чем 15 км/с и демонстрируют более быструю потерю массы, а следовательно, быстрее снижают скорость вращения. Таким образом, при дальнейшем вращении звезды происходит снижение темпов потери углового момента. В этих условиях, звёзды постепенно замедляются, но никогда не смогут достичь полного отсутствия вращения.

## Тесные двойные системы
Тесными двойными системами называют такую систему, в которой две звезды вращаются друг относительно друга на среднем расстоянии, имеющем такой же порядок, что и их диаметры. На таких расстояниях начинаются гораздо более сложные взаимодействия чем просто взаимное притяжение. В таких системах имеют место, например, приливные эффекты, перенос массы и даже столкновения. Приливные взаимодействия в тесной двойной системе могут привести к изменению орбитальных и вращательных параметров. Полный угловой момент системы сохраняется, но угловой момент может передаваться таким образом, что возникают периодические изменения между периодами вращения друг вокруг друга и скоростями вращения вокруг своей оси.
Каждый из членов тесной двойной системы воздействует на звезду-компаньона через гравитационное взаимодействие. Однако выпуклости могут немного отклоняться от перпендикуляра по отношению к направлению гравитационного притяжения. Таким образом сила тяжести создаёт крутящий момент на выступе, в результате чего осуществляется передача углового момента. Это приводит к тому, что система становится нестабильной, хотя она может приблизиться к состоянию устойчивого равновесия. Эффект может быть более сложным в тех случаях, когда ось вращения не перпендикулярна к плоскости орбиты.
Для контактных или очень тесных двойных систем, передача массы от звезды к её спутнику может также привести к значительной передаче углового момента. Аккрецирующий спутник может достичь критической скорости вращения, когда начнётся потеря массы вдоль экватора.

## Звёздные остатки
После того как звезда закончила производство энергии путём термоядерного синтеза, она превращается в более компактный, вырожденный объект. В ходе этого процесса размеры звезды значительно снижаются, что может привести к соответствующему увеличению угловой скорости.

### Белый карлик
Белый карлик — звезда, которая состоит из материала, который является побочным продуктом термоядерного синтеза в первой половине её жизни, но ей не хватает массы, чтобы вновь зажечь термоядерную реакцию. Это компактное тело, которое поддерживает своё существование за счёт квантово-механического эффекта, известный как давление вырожденного газа, которое не позволяет звезде сколлапсировать окончательно. В целом большинство белых карликов имеют низкую скорость вращения, скорее всего, в результате потери углового момента, когда звёзды-прародительницы потеряли свою оболочку. (см. Планетарная туманность.)
Медленно вращающийся белый карлик не может превышать предел Чандрасекара равный 1,44 солнечной массы, не становясь нейтронной звездой или взрываясь как сверхновая типа Ia. Если белый карлик достигает этой массы, например, путём аккреции или столкновения, сила тяжести будет превышать давление, оказываемое вырожденным газом. Однако, если белый карлик вращается быстро, то эффективная сила тяжести уменьшается в экваториальной области, что позволяет белому карлику превысить предел Чандрасекара. Такое быстрое вращение может происходить, например, в результате аккреции массы, что приводит к передаче углового момента.

### Нейтронная звезда

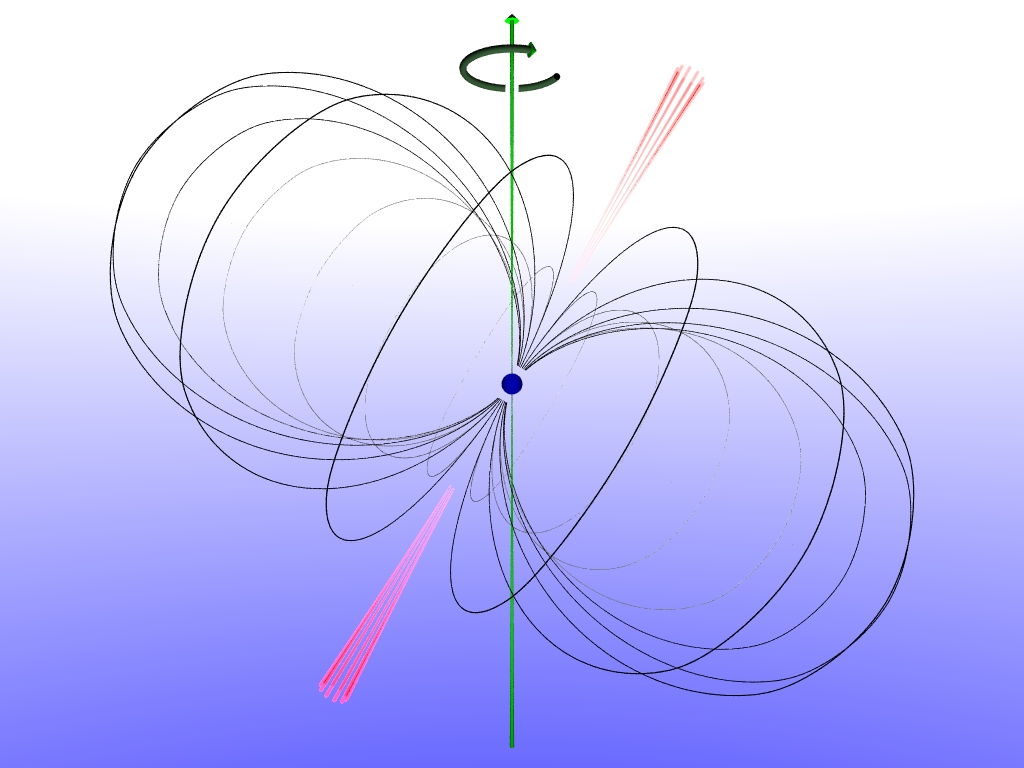
Нейтронная звезда (в центре) испускает поток излучения из магнитных полюсов. Поток описывает коническую поверхность вокруг оси вращения.

Нейтронная звезда является очень плотным звёздным остатком, который в основном состоит из нейтронов — частиц, которые входят в состав атомных ядер, и не имеют электрического заряда. Масса нейтронной звезды находится в диапазоне от 1,35 до 2,1 масс Солнца. В результате коллапса, вновь образованные нейтронные звёзды могут иметь очень высокую скорость вращения, порядка тысячи оборотов в секунду.
Пульсары являются вращающимися нейтронными звездами, которые имеют сильное магнитное поле. Узкий пучок электромагнитного излучения исходит из полюсов вращающихся пульсаров. Если пучок направлен в сторону Солнечной системы, то производимые пульсаром периодические импульсы могут быть зарегистрированы на Земле. Энергия, излучаемая магнитным полем постепенно замедляет скорость вращения, в результате чего импульсы старых пульсаров имеют период в несколько секунд.

### Чёрная дыра
Чёрная дыра представляет собой объект с гравитационным полем, достаточно сильным, чтобы не дать свету возможности вырваться с его поверхности. Когда они образуются в результате коллапса вращающейся массивной звезды, они сохраняют весь угловой момент, который не был исторгнут в виде выброшенного газа. Это вращение приводит к тому, что эргосфера, окружающая чёрную дыру приобретает вид сплюснутого сфероида. Некоторая часть падающего в чёрную дыру вещества может быть выброшена, не попадая в чёрную дыру. Когда происходит этот выброс массы, чёрная дыра теряет угловой момент (т. н. «Процесс Пенроуза»). Скорость вращения чёрной дыры может быть выше, чем 98,7 % скорости света.

## Интересные факты
- В случае, если бы все планеты внезапно упали на Солнце, то оно стало бы вращаться в 50 раз быстрее, чем сейчас, поскольку момент количества движения всех тел должен будет сохраниться, а масса всех планет очень мала по сравнению с Солнцем[34].
- Звезда π5 Ориона вращается так быстро, что имеет форму трёхосного эллипсоида, внешне напоминающего дыню. Поворачиваясь к Земле разными сторонами, то более широкой, то узкой, она меняет свой видимый блеск[35].